# Junta de Seguridad en el Transporte de Canadá
La Junta de Seguridad en el Transporte de Canadá (TSB) (en francés: Bureau de la sécurité des transports du Canada), y oficialmente la Junta Canadiense de Investigación y Seguridad de Accidentes en el Transporte (en francés: Bureau canadien d'enquête sur les accidents de transport et de la sécurité des transports) es una agencia del Gobierno de Canadá responsable de promover la seguridad en el transporte dentro del territorio canadiense. Es responsable directamente ante el Parlamento Canadiense a través del Presidente del Consejo Privado del Rey y el Ministro de Asuntos Intergubernamentales del Norte y Comercio Interior. La agencia independiente tiene como función investigar, promover y emitir recomendaciones de los accidentes e incidentes aéreos, terrestres, ferroviarios, marítimos y oleoductos.

## Historia
Antes de 1990, la División de Investigación de Accidentes de Aviación  en el Transporte de Canadá (1960-1984) y su sucesora, la Junta Canadiense de Seguridad de la Aviación o CASB (1984-1990), eran responsables de investigar los accidentes e incidentes aéreos.Antes de 1990, las investigaciones y acciones eran tomadas por Transport de Canadá e incluso después de 1984, las conclusiones de la CASB no eran vinculadas para que Transport de Canadá respondiera a ellas.
La TSB fue creada en virtud de la Ley de la Junta Canadiense de Investigación y Seguridad de Accidentes de Transporte', que recibió la sanción real en junio de 1989 y entró en vigor el 29 de marzo de 1990. La TSB fue fundada en respuesta a una serie de accidentes de alta importancia, tras los cuales el Gobierno canadiense identificó la necesidad de una agencia de investigación independiente y multimodal.La sede de la TSB está ubicada en Place du Centre en Gatineau, Quebec.
Las disposiciones de la Ley de la Junta Canadiense de Investigación y Seguridad de Accidentes de Transporte se redactaron para establecer una relación independiente entre la agencia y el Gobierno canadiense.
La primera investigación importante de esta agencia se produjo con el accidente del vuelo 111 de Swissair el 2 de septiembre de 1998, el mayor accidente aéreo en territorio canadiense desde el accidente del vuelo 1285 de Arrow Air en 1985. La TSB emitió su informe sobre el accidente el 27 de marzo de 2003, unos 4 años y medio después del accidente y con un coste de 57 millones de dólares, lo que la convirtió en la investigación de accidente aéreo más compleja y costosa en la historia de Canadá hasta esa fecha.
Entre 2005 y 2010, la TSB concluyó una serie de investigaciones sobre accidentes de alto perfil, entre ellos:
- El accidente del vuelo 358 de Air France.
- El descarrilamiento del río Cheakamus .
- El hundimiento del Queen of the North.
- La pérdida por la borda de un miembro de la tripulación del Picton Castle.
- La ruptura del oleoducto de Burnaby.
- El accidente del vuelo 91 de Cougar Helicopters.
- El hundimiento del Concordia.

Para aumentar la adaptación de sus recomendaciones y abordar los patrones de accidentes, la TSB lanzó su Lista de vigilancia en el 2010, que señala nueve problemas críticos de seguridad que afectan al sistema de transporte en Canadá.
El 3 de diciembre de 2013, a raíz del desastre ferroviario de Lac-Mégantic ocurrido en julio anterior, se informó que el número de trenes fuera de control era el triple del número documentado por la TSB.
En agosto de 2014, la TSB publicó el informe sobre su investigación del descarrilamiento de Lac-Mégantic en julio de 2013. En una conferencia de prensa, la entonces presidenta de la TSB, Wendy Tadros, describió aproximadamente 18 factores que jugaron un papel en el desastre, incluida una "cultura de seguridad débil" en los ahora extintos Ferrocarriles Montreal, Maine & Atlantic con "una falta de estándares, una capacitación deficiente y tanques que se perforaban fácilmente". La TSB también culpó a Transport Canada, el regulador, por no realizar auditorías de seguridad exhaustivas con la suficiente frecuencia en los ferrocarriles "para saber cómo esas empresas realmente estaban administrando, o no, el riesgo".  El informe de la TSB pidió:

"Restricciones físicas, como calzos para ruedas, para los trenes estacionados".

Antes del accidente, la TSB había pedido "vagones nuevos y más robustos para líquidos inflamables", pero a agosto de 2014, se había avanzado poco en la implementación de esto.
El 4 de febrero de 2019, la TSB se desplegó en el descarrilamiento del tren 301-349 de Canadian Pacific Railway (CP). Noventa y nueve vagones y dos locomotoras se descarrilaron en la milla 130,6 de la subdivisión CP Laggan, cerca de Field, Columbia Británica (BC), mientras se dirigían hacia el oeste a Vancouver, BC. Los tres miembros de la tripulación del tren (un ingeniero de locomotoras, un conductor y un aprendiz de conductor) murieron como resultado.
Durante el curso de la investigación sobre el descarrilamiento,  la organización emitió dos avisos de seguridad el 11 de abril de 2019 a Transport Canada. El primero llamó la atención sobre la necesidad de que se apliquen procedimientos de seguridad efectivos a todos los trenes detenidos en caso de emergencia tanto en "pendientes pesadas" como en "pendientes de montaña"  y el segundo destacó la necesidad de revisar la eficacia de los procedimientos de inspección y mantenimiento de los vagones tolva de granos utilizados en las operaciones de trenes unitarios de granos de CP (y para otros ferrocarriles según corresponda), y garantizar que estos vagones puedan operarse de manera segura en todo momento.
En enero de 2020, el investigador principal fue reasignado para proteger la integridad y objetividad de la investigación después de expresar una opinión que implicaba responsabilidad civil o penal. La TSB calificó los comentarios hechos a los periodistas de The Fifth Estate como "completamente inapropiados", ya que el mandato de la TSB es hacer hallazgos sobre las causas y los factores que contribuyen a un incidente del transporte, pero no asignar culpa o determinar responsabilidad civil o penal. El documental de CBC señaló lo que parecía ser un problema, donde el servicio de policía privado de CP Rail investigó el accidente. Un oficial de CPPS también renunció por estas circunstancias. A junio de 2020, la investigación todavía está en curso.

## Objetivos y apoyo
Los objetivos de la Junta de Seguridad del Transporte son:
- Realizar investigaciones independientes, incluidas investigaciones públicas cuando sea necesario, sobre determinados sucesos de transporte a fin de llegar a conclusiones sobre sus causas y factores contribuyentes.
- Identificar deficiencias de seguridad, evidenciadas por sucesos en el transporte.
- Formular recomendaciones destinadas a eliminar o reducir dichas deficiencias de seguridad.
- Informar públicamente sobre sus investigaciones y sobre los resultados relacionados.

La TSB puede ayudar a otras juntas de seguridad del transporte en sus investigaciones. Esto puede suceder cuando:
- Ocurre un incidente o accidente que involucre a una aeronave registrada en Canadá de uso comercial o de transporte aéreo.
- Ocurre un incidente o accidente que involucra una aeronave construida en Canadá (o una aeronave con motores, hélices u otros componentes vitales construidos en territorio canadiense) en uso comercial o de transporte aéreo.
- Un país que no dispone de la capacidad técnica para realizar una investigación completa solicita la asistencia de la TSB (especialmente en el campo de la lectura y el análisis del contenido de las grabadoras de vuelo).

Los gobiernos provinciales y territoriales pueden solicitar a la TSB que investigue los hechos de un determinado accidente o incidente. Sin embargo, es decisión de la TSB decidir si procede o no a realizar la investigación. Los informes públicos se publican después de las investigaciones de clase uno, clase dos, clase tres y clase cuatro. Las recomendaciones formuladas por la TSB no son jurídicamente vinculantes para el Gobierno de Canadá ni para ninguno de sus ministros o departamentos de seguridad. Sin embargo, cuando se formula una recomendación a un departamento federal, se debe presentar una respuesta formal a la TSB en un plazo de 90 días.
La TSB informa al Parlamento de Canadá a través del Presidente del Consejo Privado del Rey para Canadá.

## Miembros
A partir de agosto de 2024, el Directorio estuvo integrado por los siguientes cuatro miembros:
- Yoan Marier (Presidente)
- Ken Potter
- Pablo Dittmann
- León Donatt

## Laboratorio
La TSB cuenta con un laboratorio de ingeniería para investigar accidentes e incidentes del transporte, el laboratorio de la TSB, que cuenta con instalaciones para investigar accidentes e incidentes de transporte, se encuentra en Ottawa, adyacente al Aeropuerto Internacional de Ottawa.